# Примена житарица и компоненти житарица у функционалној храни
Примена житарица и компоненти житарица у функционалној храни  добија све већи значај у прехрамбеној индустрији усмереној ка развоју нових производа у области функционалне хране и функционалних састојака хране због све веће потражње потрошача за здравијом храном.  У том смислу, пробиотичка  храна која садржи врсте Lactobacillus и Bifidobacterium species људског порекла и пребиотичке формулације хране које садрже састојке које људски домаћин не може да пробави у горњем гастроинтестиналном тракту и може селективно да стимулише раст једне или ограниченог броја бактерија дебелог црева недавно је уведена на тржиште.

## Функционална храна од житарица
За један број фитоједињења присутних у храни биљног порекла доказано је да имају позитиван ефекат на здравље и превенцију болести, међу којима су главни антиоксиданти који спречавају оксидационе процесе :
- витамин Е,

- фенолна једињења,

- глутатион,

- аскорбинска киселина,

- β-каротен,
- селен

- бакар

Међу оксидационим процесима најинтензивнија је липидна пероксидација узрокована слободним радикалима, која се сматра одговорном за различите патолошке процесе, посебно настанак и развој атеросклерозе и шећерне болести.
Пшеница је основна намирница у исхрани великог дела светске популације. Она чини од 20% до скоро 80% укупне потрошње хране у различитим регионима света. Осим што је богата бројним фитоједињењима, пшеница има јединствену особину формирања глутена, што је чини погодном за производњу пекарских производа. 
Овас и јечам такође имају значајно место у људској исхрани, а богати су фитоједињењима.
Фитоједињења житарица имају улогу у превенцији рака, артритиса, коронарних обољења срца и остеопорозе.  Док функционални производи од житарица снижавају ниво холестерола у крви и утичу на јачање костију. 
Иако је здравствени ефекат хране за потрошаче важна чињеница, они тешко мењају своје навике у исхрани чак, и када знају да су нездраве. Конзумирање функционалне хране је начин да се омогући потрошачу да води здравији живот без великих промена навика у исхрани.
Свакодневно конзумирање функционалне хране од житарица могло би да буде једноставан начин повећања уноса неопходних нутријената.

## Намена
Намена ових производа је да благотворно утичу на састав и активности цревних микроба.  Житарице нуде још једну алтернативу за производњу функционалне хране. Вишеструки корисни ефекти житарица могу се искористити на различите начине, што доводи до дизајна нових житарица или састојака житарица које могу циљати одређене популације.
Житарице се могу користити као ферментабилни супстрати за раст пробиотских микроорганизама. Главни параметри које треба узети у обзир су:
- састав,

- прерада зрна житарица,

- формулација супстрата,

- способност раста и продуктивност стартер културе,

- стабилност пробиотичког соја током складиштења,

- органолептичка својства и

- нутритивна вредност финални производ.

Поред тога, житарице се могу користити као извори несварљивих угљених хидрата који осим што подстичу неколико корисних физиолошких ефеката, такође могу селективно стимулисати раст лактобацила и бифидобактерија присутних у дебелом цреву и делују као пребиотици. 
Житарице садрже влакна растворљива у води, као што су бета-глукан и арабиноксилан, уљне сахариде, као што су галакто и фрукто-олигосахариди и отпорни скроб, за које се сугерише да испуњавају пребиотички концепт. 
Одвајање специфичних фракција влакана из различитих сорти житарица или нуспроизвода житарица, према сазнањима о дистрибуцији влакана у зрну житарица, могло би се постићи кроз технологије прераде, као што су млевење, просејавање и дебрањење или бисерирање. 
Коначно, састојци житарица, као што је скроб, могу се користити као материјали за капсулирање пробиотика како би се побољшала њихова стабилност током складиштења и побољшала њихова одрживост током проласка кроз неповољне услове гастроинтестиналног тракта. Може се закључити да је функционална храна на бази житарица изазовна перспектива  у производњи функционалне хране.